# 叶尔多斯·斯梅托夫
叶尔多斯·巴基巴依·斯梅托夫（1992年9月9日—)，哈萨克斯坦柔道运动员，参加60公斤级比赛。他赢得了2014年亚运会和2015年世界柔道錦標賽冠军，并在2016年奥运会上获银牌。
斯梅托夫于2010年和2011年在世界杯青年组比赛中分别获得金牌和铜牌。2012年，他成为国家队队员。他在2013年亚洲柔道冠军获铜牌，萨姆松大奖赛及比利斯欧洲杯表演赛上获两块银牌，并在华沙举办的欧洲杯公开赛上获柔道金牌。斯梅托夫的第一教练是Akhmet Zhumagulov。